# Johann Michael Dilherr

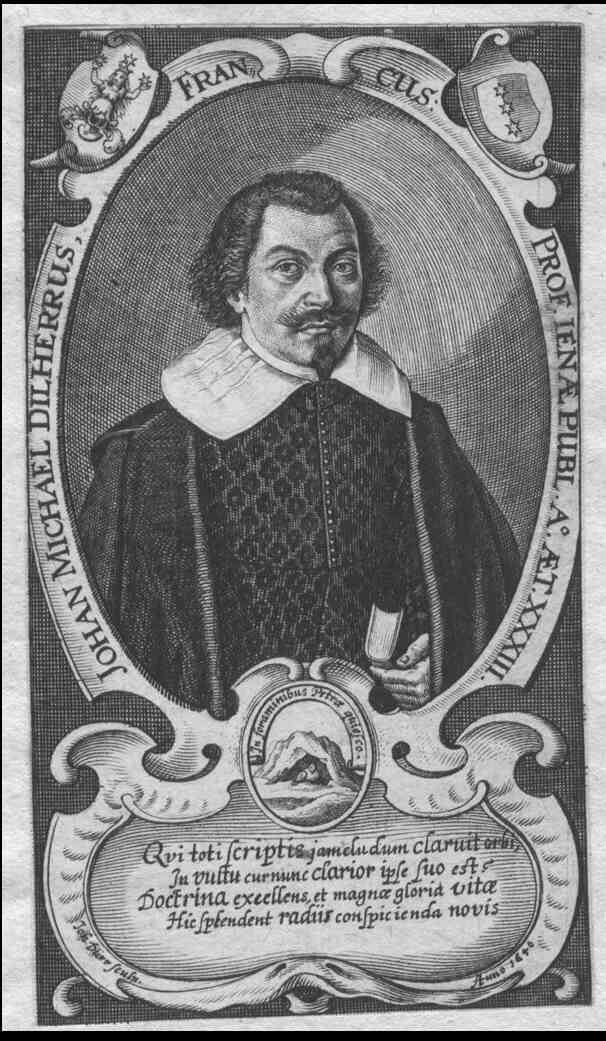
Dilherr als Professor in Jena, Kupferstich von 1640

Johann Michael Dilherr (* 14. Oktober 1604 in Themar; † 8. April 1669 in Nürnberg) war ein protestantischer Theologe und Philologe an der Universität Jena und in Nürnberg.

## Biografie

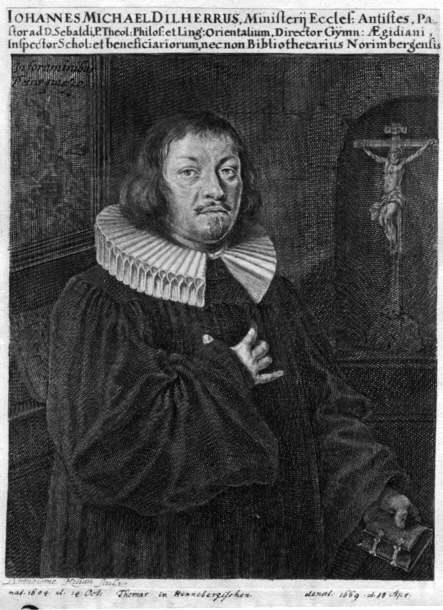
Dilherr als Nürnberger Pfarrer, zeitgenössischer Kupferstich

Ab 1623 studierte er an den Universitäten Jena, Leipzig, Wittenberg und Altdorf bei Nürnberg. Zu dieser Zeit nahm er auch eine Stelle als Hofmeister adliger Studenten ein. 1630 erfolgte die Promotion zum Doktor der Theologie in Jena, wo er ab 1631 als Professor für Beredsamkeit und ab 1634 als Professor für Geschichte und Poesie wirkte. 1640 wurde er zum außerordentlichen Professor für Theologie in Jena berufen. 1642 wurde er vom Rat der Stadt Nürnberg berufen, um dort das Predigeramt an der Kirche zu St. Lorenz zu übernehmen. Von 1642 bis 1644 hatte er das Rektorat des Nürnberger Gymnasiums inne. Zugleich sollte er als Aufseher das Schulwesen reformieren. 1644 heiratete er die Witwe Anna Maria Deschauer, die 1664 verstarb. 1646 übernahm er das Predigeramt an der Sebalduskirche. Dilherr wirkte auch als Nürnberger Stadtbibliothekar. Seine umfangreiche Bibliothek ist erhalten.

### Persönlichkeit
Er war ein sehr von sich überzeugter, ja eitler Mensch. Alles, was er von sich gab, ließ er drucken. Sein Schriftenverzeichnis ist sehr umfangreich, aber nur wenige Werke sind wirklich von Bedeutung. Seine Ehefrau war eine reiche Kaufmannswitwe und er scheint ihr ganzes Vermögen in seine aufwändig gestalteten Bücher und in seine Privatbibliothek gesteckt zu haben.

### Bedeutung
Dilherr war sowohl als Geistlicher als auch als Förderer der Literatur eine der zentralen Gestalten Nürnbergs in der Mitte des 17. Jahrhunderts. Er gilt als Vertreter der irenischen Richtung der Theologie, die eine Versöhnung der Konfessionen anstrebt. Seine Erbauungsschriften erfreuten sich bei den Zeitgenossen großer Beliebtheit und wurden von anderen nachgeahmt.
Bald nach seinem Amtsantritt gründete er das Auditorium Publicum am Egidiengymnasium und ließ begabte Schüler dort öffentliche Reden halten. Er stand in enger Verbindung zum Pegnesischen Blumenorden. Den mittellosen Studenten Johann Klaj nahm er in seinen Haushalt auf und förderte ihn als Dichter, ebenso den verwaisten Sigmund von Birken. Als Georg Philipp Harsdörffer 1658 starb, hielt er die Trauerrede. Als Dilherr 1669 starb, verfassten die Blumenhirten eine große Trauerschrift zu seinen Ehren.
Dilherrs mehrere Tausend Bände umfassende Bibliothek wird heute im Landeskirchlichen Archiv der Evangelisch-Lutherischen Kirche in Bayern aufbewahrt. Sein mehrere Hundert Briefe umfassender Briefwechsel mit vielen bedeutenden Persönlichkeiten der Epoche ist ebenfalls erhalten.

### Werk
Als erster Prediger an der vornehmsten Nürnberger Kirche, St. Sebald, hatte Dilherr neben den sonn- und festtäglichen Andachten viele weitere offizielle Pflichten. Bekannt sind mehrere Hundert gedruckte Leichenpredigten aus seiner Hand. Nahezu alle Predigten aus der Nürnberger Zeit sind veröffentlicht worden, viele in dickleibigen Sammlungen, manche in mehreren Auflagen. Zahlreiche seiner Werke ließ Dilherr von bekannten Literaten in Nürnberg mit Gedichten ausschmücken und von Künstlern wie Jacob von Sandrart illustrieren. Zu den beteiligten Dichtern zählen Harsdörffer, Johann Christoph Arnschwanger und besonders Birken, der weit über 500 Lieder und Andachtsgedichte zu seinen Schriften beisteuerte und Embleme für sie entwarf.

## Werke (Auswahl)
- Vitia Linguarum Praecipua, Jena 1640 (Digitalisat in der Digitalen Bibliothek Mecklenburg-Vorpommern)
- Christliche KarfreitagsBetrachtung, Nürnberg 1642 (Digitalisat in der Digitalen Bibliothek Mecklenburg-Vorpommern)
- Confessio Augustana, 1643
- Weg zur Seligkeit, Erbauungsbuch, 1646 (13 Auflagen bis 1752)
- Evangelische Schlußreimen, vertont von Johann Erasmus Kindermann, 1652
- Heilige Karwochen, Predigten, 1653
- Geistliches Klaghaus, oder Christliche Leichpredigten, 1655
- Augen- und Hertzens-Lust. Das ist/ Emblematische Fürstellung der Sonn- und Festtäglichen Evangelien. Wolfgang Endter der Jüngere, Nürnberg 1661 (Digitalisat in der Herzog-August-Bibliothek Wolfenbüttel).
- Ehre der Ehe, illustrierte Ehelehre, 1662
- Heilig epistolischer Bericht, 2-teiliger Band 1663/1661 (Digitalisat in der Universitätsbibliothek Paderborn)
- Herz- und Seelenspeise, Postille, 1661 (2. Aufl. 1663 mit 450 Gedichten Birkens Digitalisat in der Universitäts- und Landesbibliothek Sachsen-Anhalt)
- Drei-ständige Sonn- und Festtag-Emblemata, hrsg. von D. Peil, Hildesheim 1994

## Werk- und Literaturverzeichnis
- Gerhard Dünnhaupt: „Johann Michael Dilherr (1604–1669)“, in: Personalbibliographien zu den Drucken des Barock, Bd. 2. Stuttgart: Hiersemann 1990, S. 1256–1367. ISBN 3-7772-9027-0